# Euryeulia
Euryeulia là một chi bướm đêm thuộc phân họ Tortricinae của họ Tortricidae.

## Các loài
- Euryeulia biocellata (Walsingham, 1914)